# Felicjan Paluszkiewicz
Felicjan Paluszkiewicz SJ (ur. 1931, zm. 20 lutego 2006) – jezuita, pisarz i publicysta.

## Życiorys
Tematem działalności publicystycznej Felicjana Paluszkiewicza jest między innymi martyrologia polskich jezuitów w okresie drugiej wojny światowej. Za swoją pracę otrzymał odznaczenie „Zasłużonego Działacza Kultury”. Był konsultantem przy produkcji filmu Masakra w klasztorze.
Został pochowany na cmentarzu Powązkowskim w grobowcu jezuitów (kwatera 215-5/6-1/2).

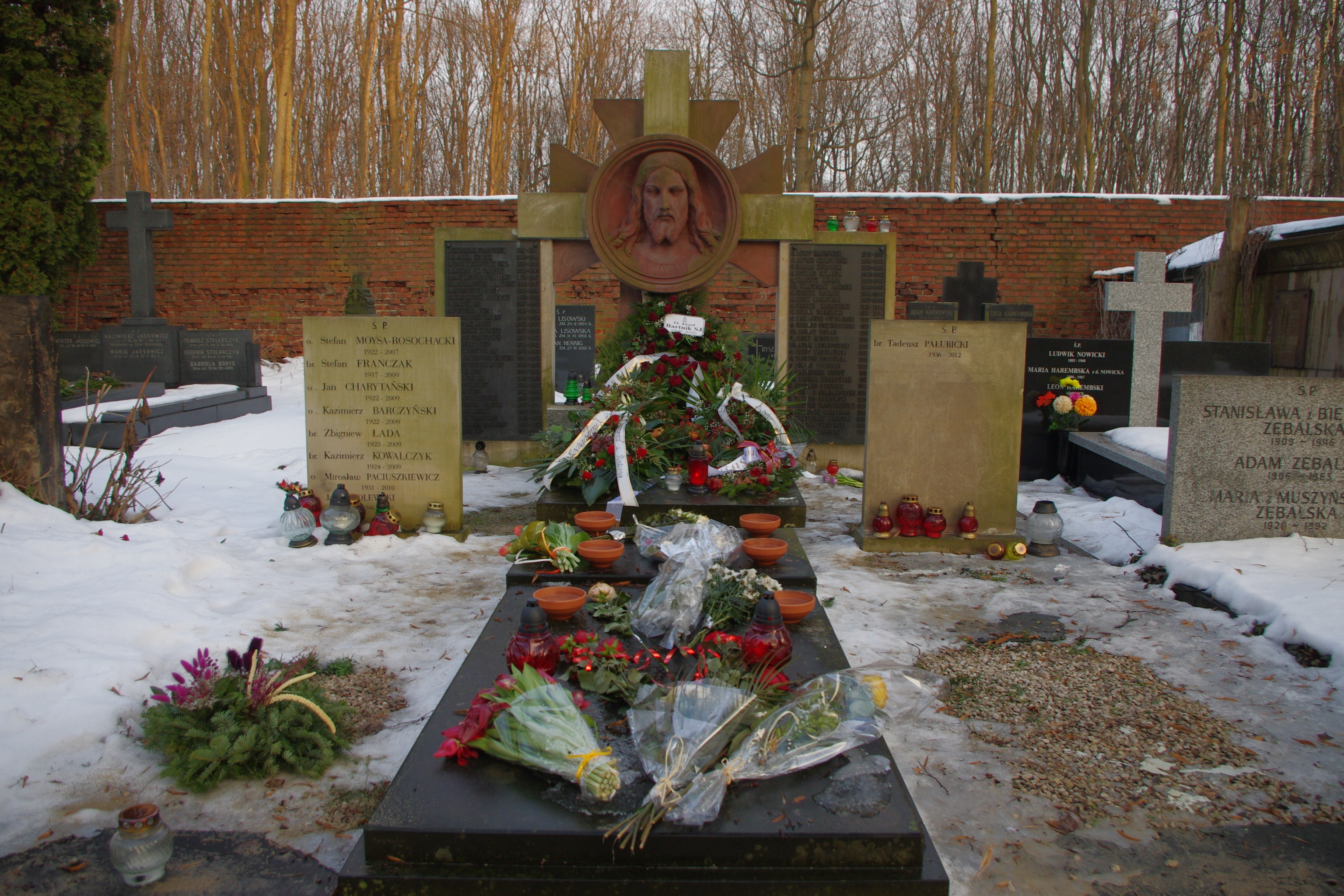
Grobowiec Zgromadzenia Jezuitów na cmentarzu Powązkowskim w Warszawie, pochowany jest w nim między innymi Felicjan Paluszkiewicz

## Publikacje
- Jezuita dzisiaj, Warszawa 1979, 1988
- Przyszli służyć, 1985
- Bracia Towarzystwa Jezusowego, 1986
- W cieniu Hermesa, 1987
- Mały słownik jezuitów w Polsce, 1991, 1995
- 400 lat jezuitów w Warszawie, Wydawnictwo Kontrast, Warszawa 1998, ISBN 83-907460-6-9
- Inny Cię opasze i poprowadzi dokąd nie chcesz, Warszawa 2000, ISBN 83-912481-2-7
- Jezuici w literaturze polskojęzycznej, Warszawa 2000, ISBN 83-912481-3-5
- Tropem św. Andrzeja Boboli, 2000, ISBN 83-912481-4-3
- Masakra w klasztorze, Wydawnictwo RHETOS, 2003, ISBN 83-917849-1-6
- Dla innych Życie o. Czesława Białka, Wydawnictwo Rhetos, Warszawa 2007, ISBN 978-83-89781-18-5